# Scott Pfeifer
Scott Pfeifer (* 5. Januar 1977 in St. Albert) ist ein kanadischer Curler. Derzeit spielt er als Ersatzspieler im Team von Kevin Koe.

## Karriere
Pfeifer begann seine internationale Karriere bei der Juniorenweltmeisterschaft 1994 als Second im kanadischen Juniorenteam um Skip Colin Davison. Die Kanadier zogen in die Play-offs ein und besiegten im Finale die deutsche Mannschaft um Skip Daniel Herberg. Bei der Juniorenweltmeisterschaft 1998 spielte er als Fourth unter Ryan Keane und gewann die Bronzemedaille.
Von 1998 bis 2010 spielte er als Second im Team von Randy Ferbey. Mit diesem Team gewann er seine erste Goldmedaille bei der Weltmeisterschaft 2002; im Finale besiegten die Kanadier das norwegische Team mit Skip Pål Trulsen. Bei der Weltmeisterschaft 2003 konnte er mit Fereby den Titel durch einen Finalsieg gegen die Schweiz (Skip Ralph Stöckli) verteidigen. Die dritte Goldmedaille gewann er bei der Weltmeisterschaft 2005; im Finale setzten sich die Kanadier gegen Schottland mit Skip David Murdoch durch.
Nach einer Curling-Pause spielte er in der Saison 2012/2013 als Second im Team von Jamie King.
Bei der Weltmeisterschaft 2016 spielte er als Ersatzspieler im kanadischen Team um Skip Kevin Koe. Die Mannschaft zog in das Finale ein und besiegte dort die Dänen um Rasmus Stjerne, sodass Pfeifer seine vierte Goldmedaille gewann. Im November 2017 gewann das Team Koe mit Pfeifer als Ersatzspieler den kanadischen Ausscheidungswettbewerb (Roar of the Rings) für die Olympischen Winterspiele 2018. Im Januar 2018 wurde er vom kanadischen Verband als Ersatzspieler des kanadischen Herrenteams bei den Olympischen Winterspielen nominiert. In Pyeongchang stand die kanadische Mannschaft nach sechs Siegen und drei Niederlagen nach der Round Robin auf dem zweiten Platz. Im Halbfinale verloren die Kanadier gegen das Team USA um John Shuster und auch das Spiel um Platz drei gegen die Schweiz mit Skip Peter de Cruz ging verloren. Es war das erste Mal, dass eine kanadische Herrenmannschaft keine Medaille bei den Olympischen Winterspielen gewann.